# Waterfront Wien
Der Begriff Waterfront fasst ein Stadtentwicklungsprojekt im 2. Bezirk in Wien zusammen. Das Areal befindet sich im Nordosten der U2-Strecke liegt zwischen Meiereistraße und A 23 und reicht bis zum Donauufer. Die Stadt Wien hat in den ungenutzten Abschnitten Potenziale erkannt. Durch die Bebauung soll ein gemischtes Quartier entstehen.

## Geschichte und Pläne
Seit den 1970er Jahren entstand aufgrund des Baus der Donauinsel nicht nur Erholungsraum, sondern durch die Überplattung der Donauuferautobahn A22 auch neues Bauland für eine Waterfront am linken Donauufer. Nach der geglückten Urbanisierung zwischen Neuer und Alter Donau möchte die Stadt Wien nun die Stadtentwicklung auch am rechten Donauufer voran treiben. Ein Teilbereich dieses Projektes ist die Waterfront. Auf dem Gebiet der Waterfront sind mehrere Hochhäuser geplant oder in Bau. Die Eignung als Hochhausstandort mit gewerblicher Nutzung ist bereits im Zuge der Leitbilderstellung 2003 und darauffolgenden Evaluierungen mit Beschluss der Stadtentwicklungskommission (STEK) mehrfach bestätigt worden. Durch Brücken über die Bahngleise und des Handelskai soll die Mobilität in der Region effizienter gestaltet werden.
Laut den Planungsangaben der Stadt Wien sollen die Frei- und Sport-Flächen weiterhin überwiegen und ebenso geförderter Wohnbau an dem Standort umgesetzt werden. Das Entwicklungsprojekt soll den Ausbau der U2 in den letzten Jahren nutzen. Größere Bürogebäude sind ebenfalls in dem Gebiet geplant.

## Bai Tower
Der Bai Tower (Originalschreibweise: BAI Tower) wird auch häufig unter dem Begriff Donaumarina Tower genannt. Die Umbenennung erfolgte aufgrund der Verwechslungsgefahr zu dem benachbarten Marina Tower der BUWOG. Das Hochhaus an der Adresse Handelskai 348 soll als Teil der Waterfront 33 Stockwerke mit einer Höhe von 113 Metern umfassen. Dadurch ergibt sich eine Bruttogeschossfläche von 44.000 m². Das Gebäude bietet hauptsächlich Büros und soll ab 2023 errichtet werden. Den seitens des Bauherren ausgelobten Wettbewerb hat der international bekannte Architekt Dominique Perrault gewonnen. Dem zweiten Wettbewerb ging ein Verfahren voraus, das 2019 wegen Rücktritts der teilnehmenden Architekten abgebrochen wurde.

## Donaumarina Studios und Apartments

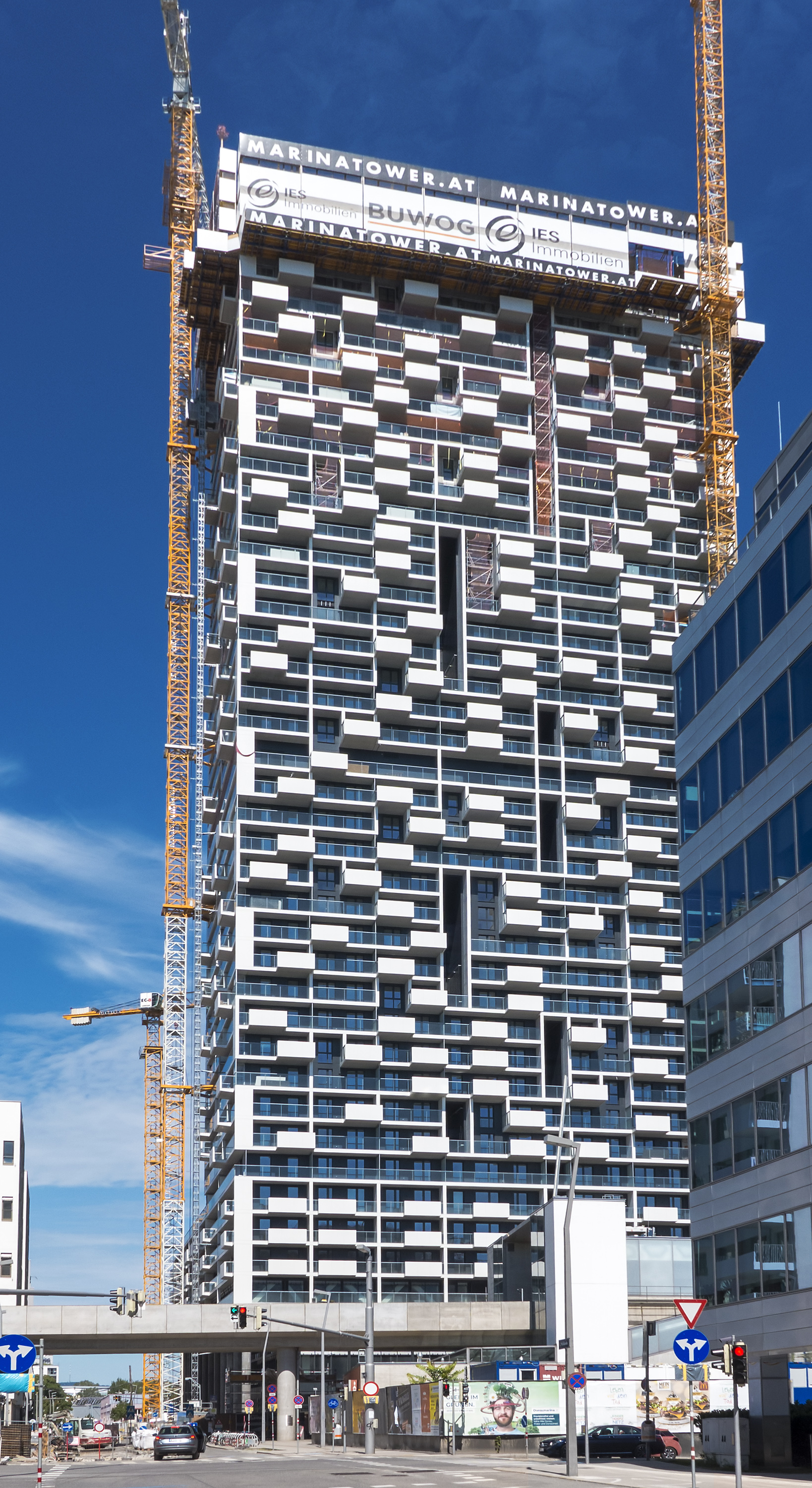
Der Marinatower in Bau (August 2021)

Gegenüber vom Marina Tower in unmittelbarer Nähe zur U2 Station Donaumarina und nur wenige Schritte von der Donau entfernt, an der Adresse Whelistrasse 330, 334, entstehen mit dem Projekt Donaumarina Studios und Apartments des Bauträgers Bai insgesamt 400 Mietwohnungen, eine Tiefgarage, Geschäfts- und Gastroflächen. Die Planung stammt von Ganahl Ifsits Architekten. Ab Herbst 2021 sind die Wohnungen unbefristet beziehbar.
Die Ausstattung der Gebäude entspricht dem Smarter Standard im freifinanzierten Bereich. Dieser Standard umfasst Freiflächen (Balkon oder Loggia), Gemeinschaftsbereiche mit Küche, Co-Working-Spaces, Waschküchen, Abstellräume und Fitnessräume. Innerhalb der Wohnungen gehören ausgestattete Bäder und Fußbodenheizungen zu den Mindestanforderungen.

## Marina Tower
Die BUWOG errichtet diese Wohnanlage an der Waterfront mit einem angeschlossenen Ärztezentrum, einem Kindergarten und Gastronomie. Es sind gesamt 500 Eigentumswohnungen auf 41 Stockwerken geplant. Das Architekturbüro Zechner & Zechner ist für die Planung des Wohnturms verantwortlich.

## Fernbus Terminal
Im Mai 2021 präsentierte der Wiener Bürgermeister Ludwig das Architekturbüro Burtscher-Durig als Gewinner der Ausschreibung zur Planung des neuen Fernbus Terminals als Teil der Waterfront. In einem Untergeschoss sollen bis zu 34 Haltestellen den näheren und ferneren Busverkehr ermöglichen. Das Busterminal soll mit dem Anschluss zur A23 direkt erreichbar sein. Die Bushaltestellen Erdberg, Hauptbahnhof und das Terminal am Stadion sollen durch dieses neue, größere Terminal ersetzt werden. In der Planung sind zahlreiche Grünzonen integriert. Die Fertigstellung ist für das Jahr 2025 geplant.

## Sport-Arena Wien
Laut Sport-Stadtrat Hacker soll das Ferry-Dusika-Stadion in den nächsten Jahren durch eine moderne Sport Arena ersetzt werden. Die Architekten Karl und Bremhorst planen das neue Areal für 50 Millionen Euro.